# Infiltration (hydrologie)

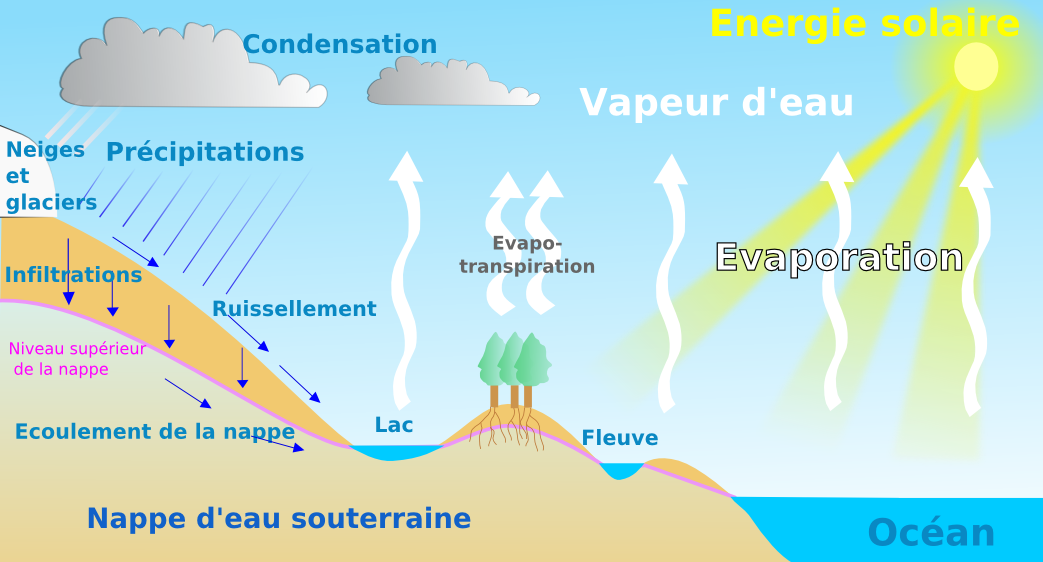
Représentation schématique du cycle naturel de l’eau. Les nappes souterraines, résultant de l'infiltration des précipitations, sont une composante fondamentale de ce cycle.

Pour les articles homonymes, voir Infiltration.
L'infiltration est, en hydrologie et sciences de la terre, le processus par lequel l'eau pénètre le sol ou un autre substrat à partir de la surface du sol ou du substrat.
Si le taux de précipitations dépasse le taux d'infiltration (et d'évaporation-évapotranspiration, l'évapotranspiration potentielle), un phénomène de ruissellement se produit habituellement, sauf s'il existe une barrière physique. Cette dernière va former une retenue d'eau (naturelle ou artificielle), laquelle peut, si son fond n'est pas imperméable, jouer un rôle tampon en alimentant plus durablement le phénomène d'infiltration (et donc l'alimentation de la nappe phréatique et les sources qu'elle génère le cas échéant).
L'infiltration est liée à la conductivité hydraulique à saturation du sol près de la surface.

## Mesures
Le taux d'infiltration en science du sol est une mesure de la vitesse à laquelle le sol est capable d'absorber la pluie ou l'irrigation. 
L'infiltration est mesurée dans ce contexte en millimètres par heure ou en pouces par heure. 
Le taux diminue à mesure que le sol devient saturé.
Le taux d'infiltration peut être mesuré à l'aide d'un infiltromètre.

## Les colmatages
Le colmatage d'un substrat ou d'un sédiment (de fonds de cours d'eau, de mare, lac ou réservoir) par accumulation de particules argileuses ou par biominéralisation est un phénomène susceptible de freiner ou bloquer l'infiltration.
Qu'il soit naturel et/ou anthropique, il peut négativement interagir avec les capacités de filtration de géotextiles et autres géocomposites et de certains drains ou substrats drainants (dont de bassin et systèmes d'infiltration/percolation d'eaux pluviales,).
Tout colmatage anormal des fonds de cours d'eau est généralement considéré comme écologiquement néfaste, car il empêche la reproduction des poissons de type salmonidés (qui ont besoin d'enfouir leurs œufs dans le gravier) et la vie d'espèces fouisseuses vivant dans le sédiment (mollusques bivalves tels que les unionidae et nombreuses larves d'insectes de type chironomidae par exemple). Néanmoins le colmatage de cours d'eau pollués peut aussi limiter ou bloquer le passage des polluants de la rivière vers les nappes phréatiques et certaines « annexes hydrauliques » du cours d'eau.